# Тихоновский Преображенский монастырь
Ти́хоновский Преображе́нский монасты́рь — женский монастырь Липецкой епархии Русской православной церкви, расположен в 7 км к северу от города Задонска.
Монастырь открыт в 1991 году на месте бывшего Тихоновского мужского монастыря, закрытого в 1920 году.

## История
Тихоновский мужской монастырь получил статус самостоятельного в мае 1873 года, поэтому среди других монастырей России считался достаточно молодым. Монашеское житие на его территории началось в 1865 году, когда настоятель Задонского Богородицкого монастыря архимандрит Димитрий с разрешения епархиального управления начал строительство скита.
Место для будущего монастыря было выбрано не случайно. Его очень любил угодник Божий святитель Тихон Задонский. В 1768 году после оставления кафедры он поселился в Задонском Богородицком монастыре и часто посещал один из уединённых уголков леса, называя его «раем земным». Своими руками он выкопал и обустроил здесь колодец. После кончины в 1783 году святителя Тихона Задонского, люди стали пользоваться водой из его колодца как целебной, и многие получали облегчение от болезней.
Строительство скита началось с деревянной трёхпрестольной церкви во имя новоявленного угодника Божия Тихона. К церкви был пристроен двухэтажный корпус с кельями для братии.
В начале XX века Тихоновский монастырь насчитывал около 100 человек монахов.
После революции 1917 года обитель постигла участь большинства русских монастырей. В декабре 1920 года она была закрыта. Монастырь разграбили и почти полностью разрушили, на его территории долгие годы размещался Задонский психоневрологический интернат.

## Современное состояние
29 апреля 1991 года территория в пределах ограды Тихоновского монастыря была возвращена Русской православной церкви. Здесь, под молитвенным покровом святителя Тихона Задонского собрались сёстры.
Постепенно руины бывшего монастыря вновь превратились в благоустроенную иноческую обитель. В 1991 году построена часовня над колодцем святителя Тихона и маленькая купальня. С 19 августа того же года возобновлено богослужение в надвратном храме Преображения Господня. 17 апреля 1993 года освящён восстановленный соборный Троицкий храм. В 1994 году завершилось восстановление колокольни, в следующем году отстроена просторная купальня на источнике св. Тихона. В 1996 году восстановили угловые башни, в 1997 году отстроен новый трёхэтажный корпус с трапезной и кельями для сестёр. С 2000 года начались реставрационные работы в Успенском храме, в 2001 году закончилось строительство трехэтажного гостиничного корпуса.
По состоянию на 2016 год в Свято-Тихоновском Преображенском монастыре проживало около 115 насельниц, выполняющих различные послушания. А 8 апреля 2007 года его настоятельница монахиня Зинона (Деева) была удостоена сана игумении. Обители принадлежат более 200 гектаров земли и сельскохозяйственная техника, имеется и большое хозяйство: коровник, курятник, огороды. Налажен полный круг богослужений, что как правило совершаются в Троицком Храме. Круглосуточно, без перерыва, сестры, сменяя друг друга читают псалтырь, трижды в год совершается крестный ход к святому источнику.

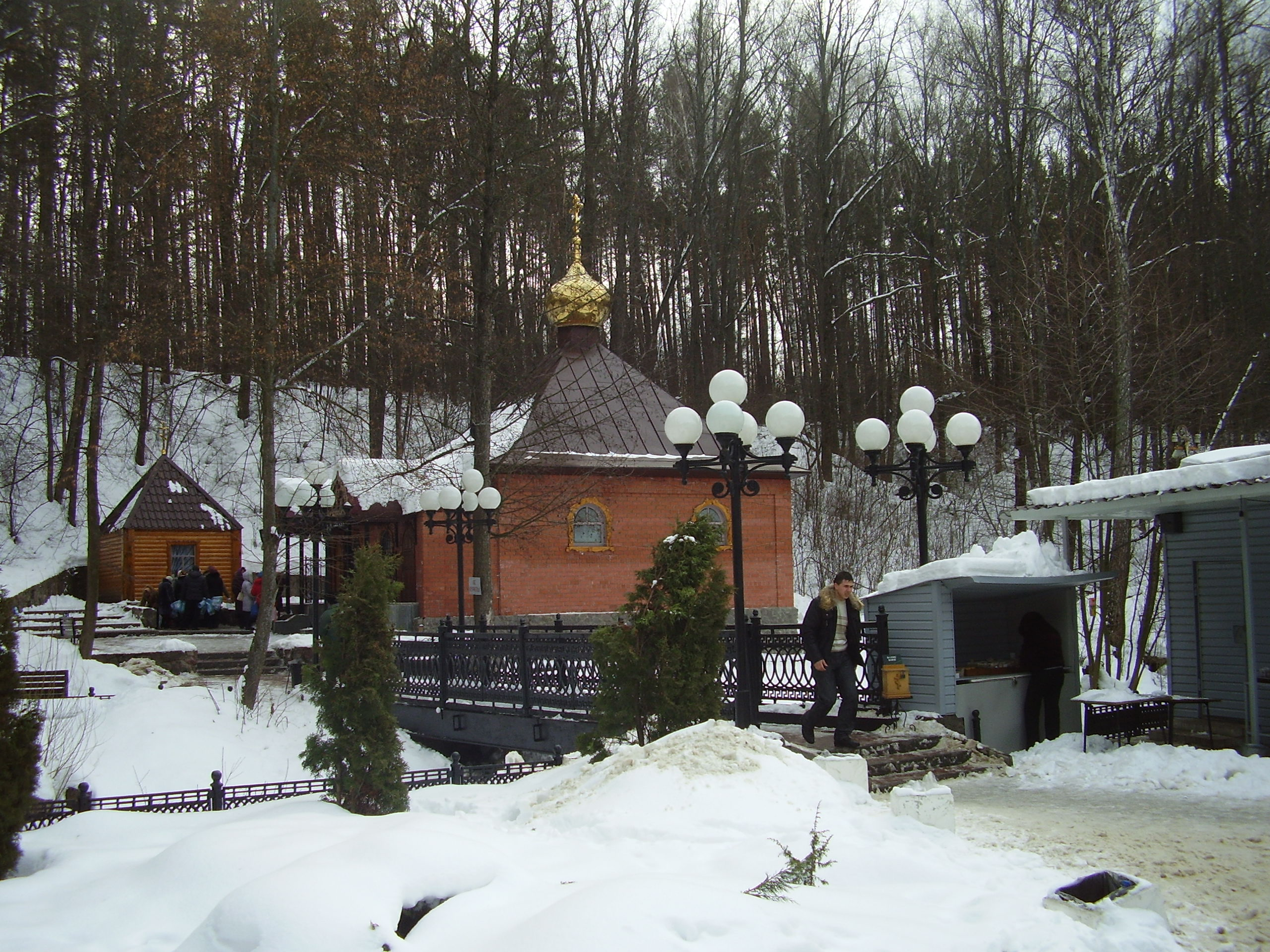
Купальня у источника св. Тихона
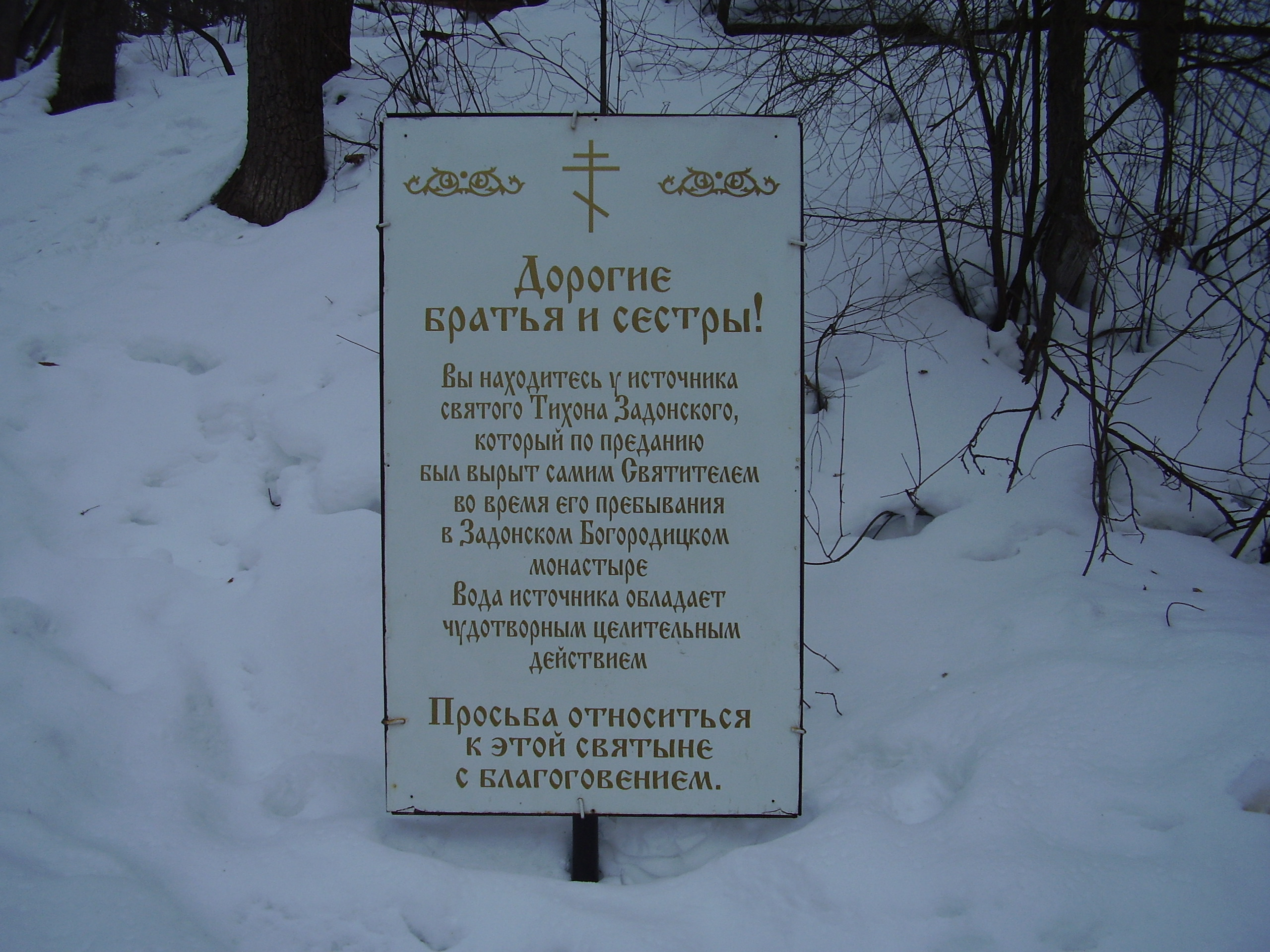
Плакат у источника
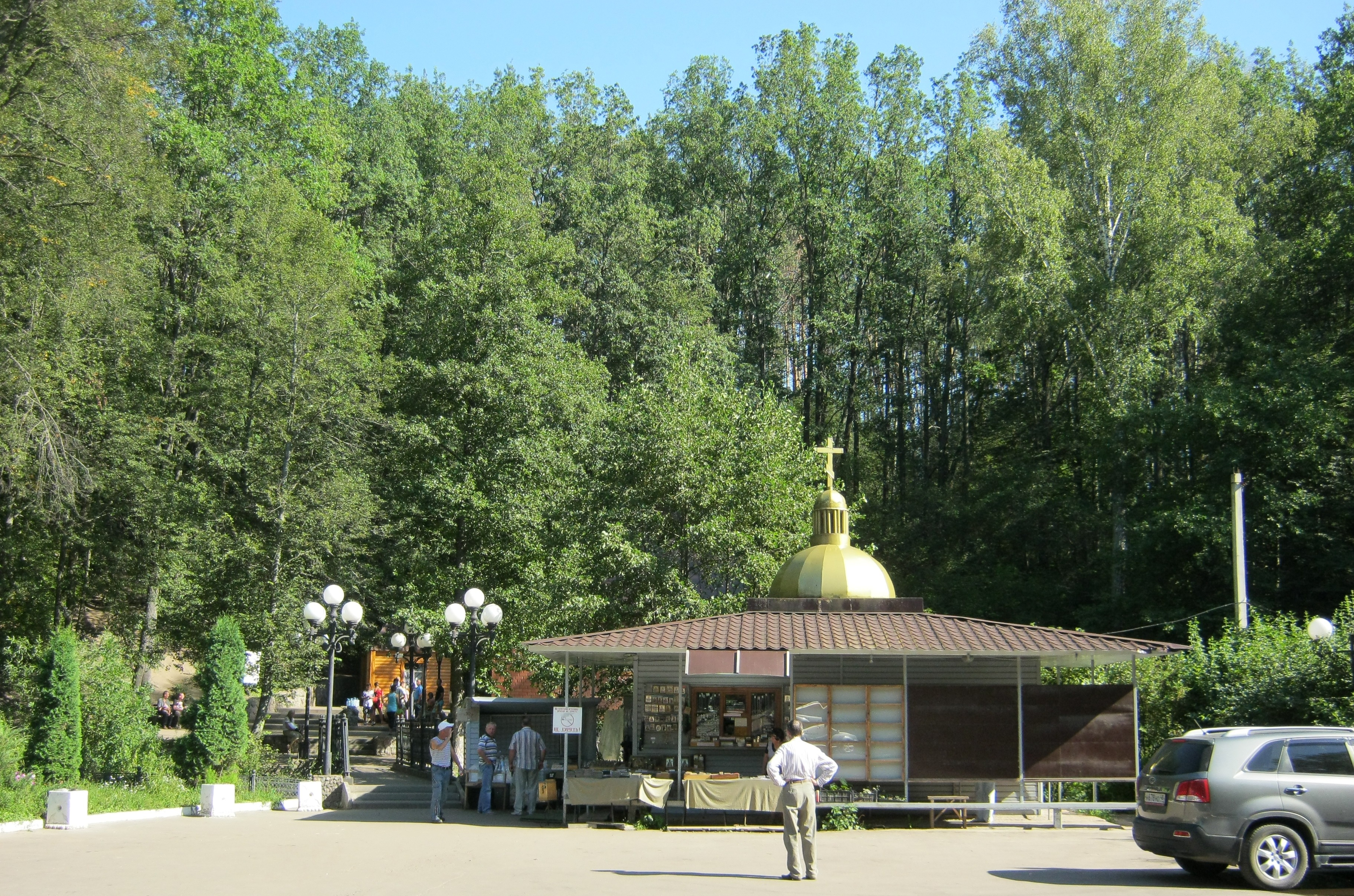
Вид на купальню у источника
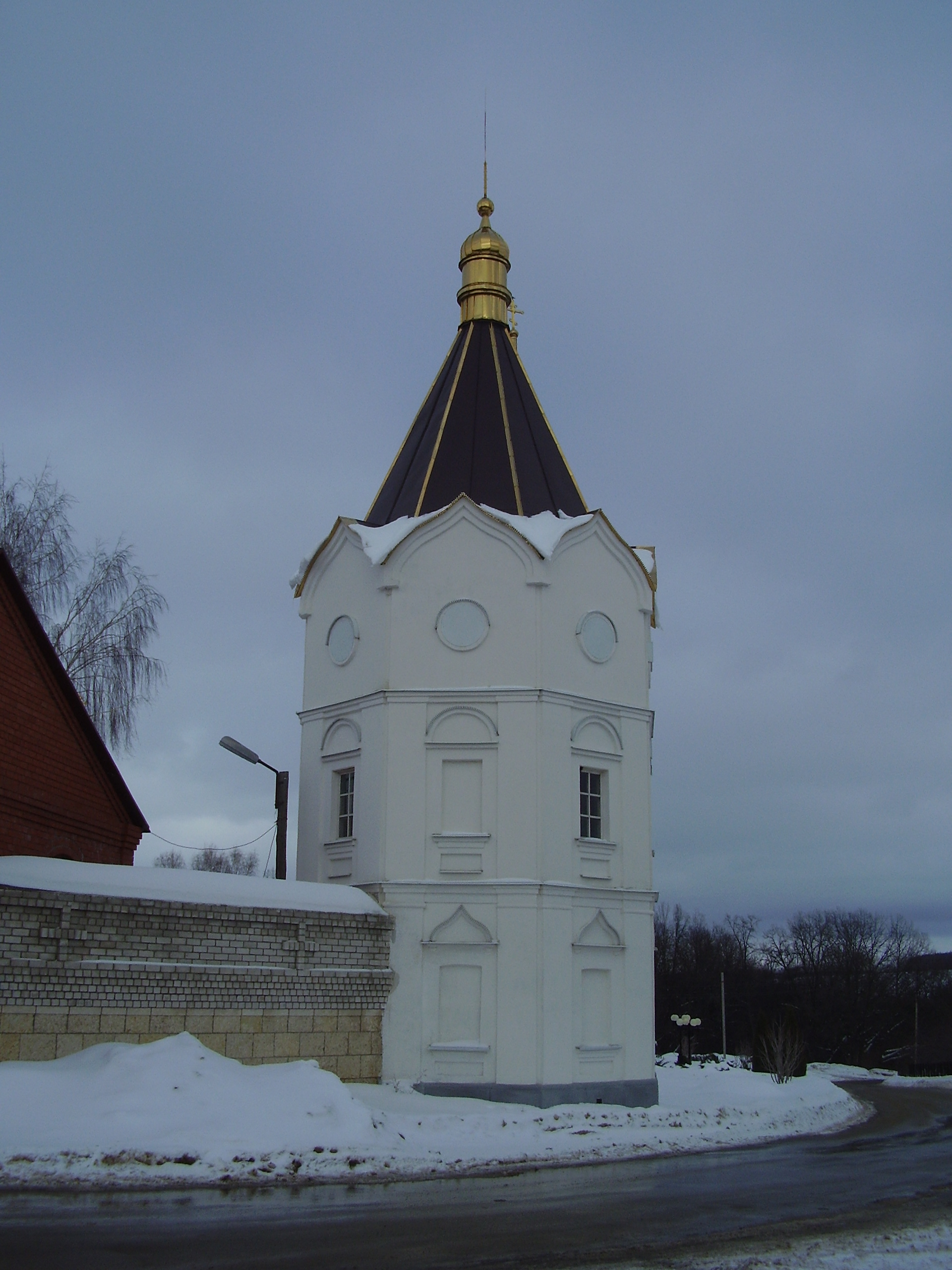
Угловая башня
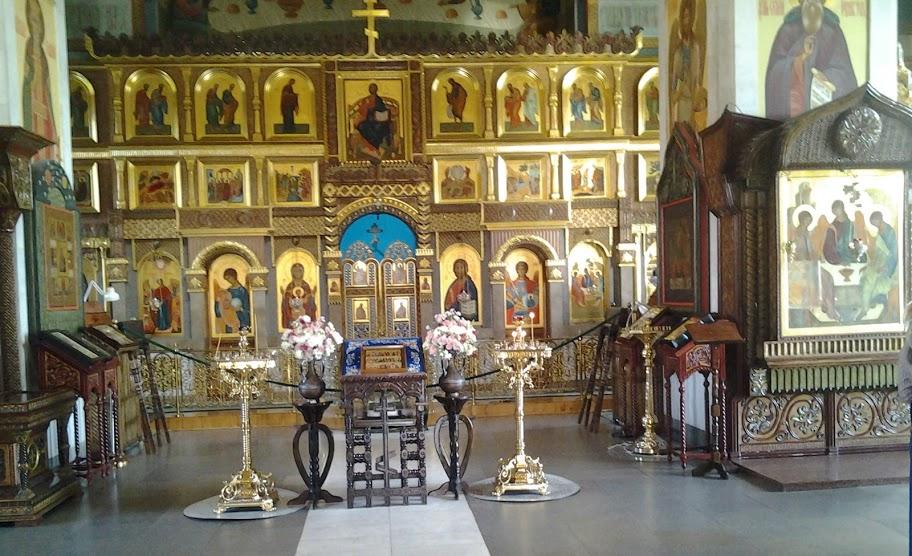
Алтарь
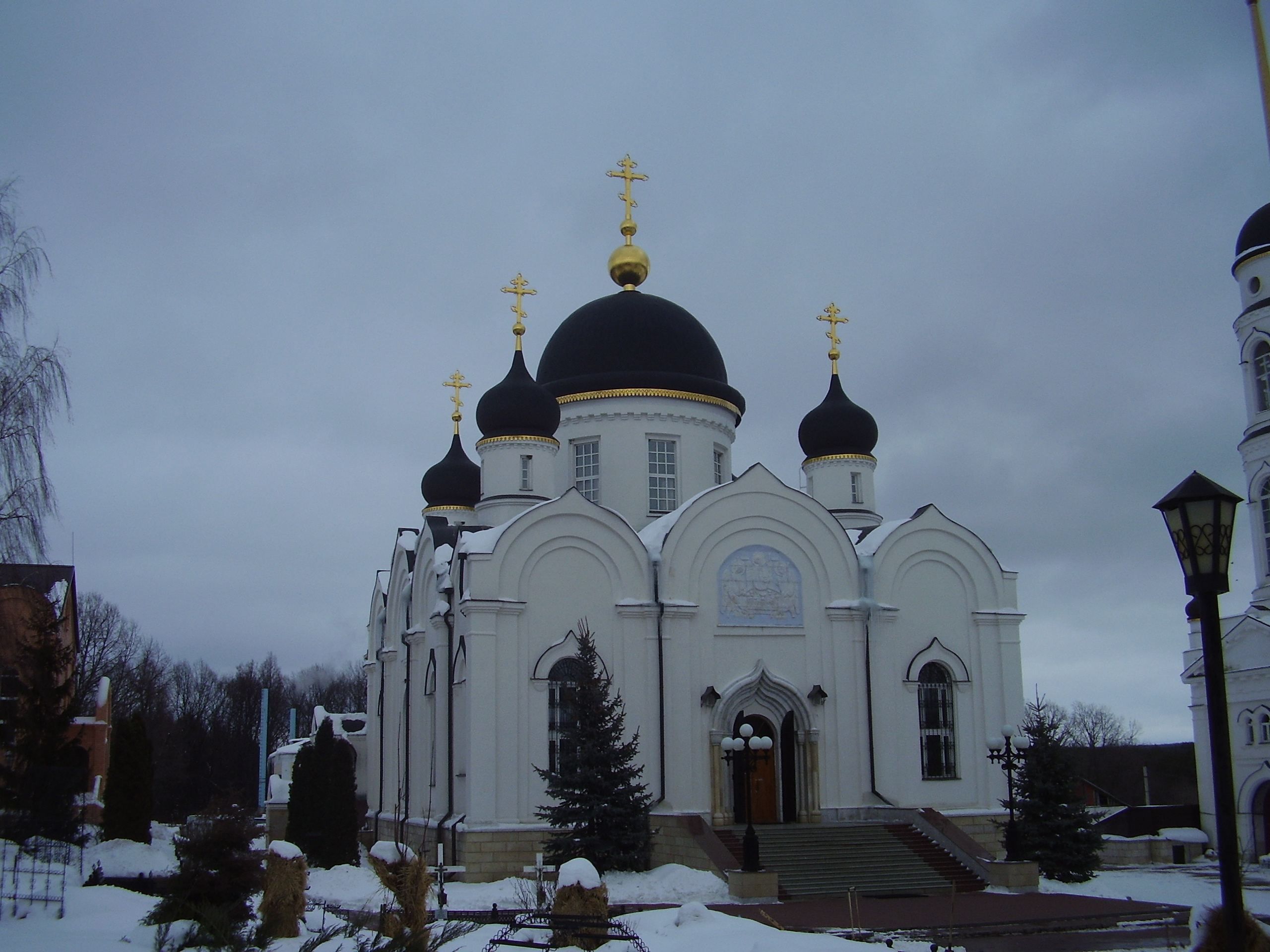
Троицкий собор